# Aysel Özgan
Aysel Özgan (5 de mayo de 1978) es una deportista turca que compite en tiro adaptado. Ganó una medalla de plata en los Juegos Paralímpicos de París 2024, en la prueba de pistola de aire 10 m (clase SH1).

## Palmarés internacional
| Juegos Paralímpicos | Juegos Paralímpicos | Juegos Paralímpicos | Juegos Paralímpicos      |
| Año                 | Lugar               | Medalla             | Categoría                |
| ------------------- | ------------------- | ------------------- | ------------------------ |
| 2024                | París (Francia)     | Medalla de plata    | Pistola de aire 10 m SH1 |